# Lake Arrowhead (Califòrnia)
Lake Arrowhead és una concentració de població designada pel cens dels Estats Units a l'estat de Califòrnia. Segons el cens del 2000 tenia 8.934 habitants.

## Demografia
Segons el cens del 2000, Lake Arrowhead tenia 8.934 habitants, 3.243 habitatges, i 2.445 famílies. La densitat de població era de 301,3 habitants/km².
Dels 3.243 habitatges en un 37,3% hi vivien nens de menys de 18 anys, en un 62,6% hi vivien parelles casades, en un 8,9% dones solteres, i en un 24,6% no eren unitats familiars. En el 18,7% dels habitatges hi vivien persones soles el 6% de les quals corresponia a persones de 65 anys o més que vivien soles. El nombre mitjà de persones vivint en cada habitatge era de 2,75 i el nombre mitjà de persones que vivien en cada família era de 3,17.
Per edats la població es repartia de la següent manera: un 28,9% tenia menys de 18 anys, un 6,5% entre 18 i 24, un 24,5% entre 25 i 44, un 28,8% de 45 a 60 i un 11,2% 65 anys o més.
L'edat mediana era de 39 anys. Per cada 100 dones de 18 o més anys hi havia 100 homes.
La renda mediana per habitatge era de 60.826 $ i la renda mediana per família de 65.183 $. Els homes tenien una renda mediana de 50.016 $ mentre que les dones 35.526 $. La renda per capita de la població era de 28.176 $. Entorn del 7,3% de les famílies i el 9,1% de la població estaven per davall del llindar de pobresa.

## Poblacions properes
El següent diagrama mostra les poblacions més properes.